# Нарайкин, Олег Степанович
Оле́г Степа́нович Нара́йкин (род. 18 октября 1945, Москва) — российский учёный, доктор технических наук (с 1989), профессор (с 1991), член-корреспондент РАН (с 2008). Заместитель директора по научной работе и связям с органами государственной власти НИЦ «Курчатовский институт», член Научно-технического совета ГК «Роснанотех», действительный член Международной академии информатизации и Международной академии наук высшей школы. Председатель научно-методического совета по механике Минобрнауки России, член бюро Рабочей группы Минобрнауки России по направлению «Нанотехнологии и материалы», руководитель секции «Технологии мехатроники и создания микросистемной техники». Входит в состав Межведомственного научно-технического совета по проблеме нанотехнологий и наноматериалов. С 1996 года заведующий кафедрой «Прикладная механика» МГТУ им. Н. Э. Баумана.

## Основные направления научной деятельности
Теория колебаний, мехатроника, нано- и микросистемная техника и биомедицинские технологии.

## Награды
- Орден Александра Невского (5 февраля 2024 года) — за большой вклад в развитие отечественной науки, многолетнюю плодотворную деятельность и в связи с 300-летием со дня основания Российской академии наук[1].
- Орден Дружбы (22 октября 2015) — за достигнутые трудовые успехи, активную общественную деятельность и многолетнюю добросовестную работу[2].
- Медаль ордена «За заслуги перед Отечеством» II степени (25 ноября 2005) — за заслуги в научно-педагогической деятельности и большой вклад в подготовку высококвалифицированных специалистов[3].
- Медаль «В память 850-летия Москвы» (1997).
- Медаль Федерации космонавтики СССР «Имени академика М. В. Келдыша» (1991).
- Медаль Федерации космонавтики России «Имени академика В. И. Кузнецова» (1994).
- Медаль Всероссийского выставочного центра «Лауреат ВВЦ» (1999).
- Почётная грамота Правительства Российской Федерации (17 февраля 2024 года) — за достигнутые трудовые успехи, заслуги в научной деятельности и многолетнюю плодотворную работу[4].
- Лауреат премии Президента Российской Федерации в области образования (2000)[5].
- премия Правительства Российской Федерации в области образования (2012).